# U-256
U-256 — средняя немецкая подводная лодка типа VIIC времён Второй мировой войны.

## История
Заказ на постройку субмарины был отдан 23 декабря 1939 года. 
Лодка была заложена 15 февраля 1941 года на верфи Бремен-Вулкан под строительным номером 21, спущена на воду 28 октября 1941 года. 
Вошла в строй 18 декабря 1941 года, под командованием оберлейтенанта Одо Лёве.
Командиры:
- 18 декабря 1941 года — 30 ноября 1942 года капитан-лейтенант Одо Лёве
- 16 августа 1943 года — 27 июня 1944 года Вильгельм Брауэль
- 2 сентября 1944 года — 18 октября 1944 года корветтен-капитан Генрих Леманн-Вилленброк (кавалер Рыцарского Железного креста)

Флотилии:
- 18 декабря 1941 года — 31 июля 1942 года — 8-я флотилия (учебная)
- 1 августа 1942 года — 5 октября 1944 года — 9-я флотилия

## История службы
Лодка совершила 5 боевых походов. Потопила один военный корабль (1300 тонн). Тяжело повреждена 31 августа 1942 года, в ноябре 1942 выведена из боевого состава флота.
После этих подлодку в мае 1943 года переоборудовали в противозенитную, усилив прочный корпус для защиты от бомб, увеличив зенитное вооружение и поставив на мостике дополнительные броневые плиты для защиты расчётов орудий и пулемётов от вражеского артиллерийского огня; вошла в строй 16 августа 1943 года.
Через четыре месяца переделана в обычную лодку и снова вошла в строй. В  июне 1944 года лодка была оснащена шноркелем.
4 сентября 1944 года покинула Брест и отправилась в Берген, Норвегия, куда прибыла в октябре. 
23 октября разоружена, разграблена, позже разделана на металл.
Волчьи стаи
U-256 входила в состав следующих «волчьих стай»:
- Lachs 15 августа — 27 сентября 1942

Атаки на лодку
1942 год:
- 25 августа во время атаки на конвой ON-122 U-256 была повреждена глубинными бомбами с эсминцев HNoMS Potentilla (K 214) и HMS Viscount (D 92).
- 2 сентября в Бискайском заливе возвращающаяся на базу лодка была атакована британским самолётом «Уитли», ошибочно опознанным как «Веллингтон», бомбы упали примерно в 15 метрах за кормой. Зенитным огнём самолёт был подбит. Лодка в результате атаки получила тяжёлые повреждения и достигла Лорьяна на следующий день. Обнаружилось, что некоторые повреждения палубы были нанесены пропеллером самолёта.

1944 год:
- 11 марта атаковавший лодку канадский «Веллингтон» рухнул в воду, по-видимому в результате собственной неисправности.
- 19 марта атаковавший U-256 «Либерейтор» был сбит и, взорвавшись, упал в полукилометре от лодки.
- 7 июня атаковавший U-256 «Либерейтор» был сбит.